# Brachystelma gracile
Brachystelma gracile är en oleanderväxtart som beskrevs av Eileen Adelaide Bruce. Brachystelma gracile ingår i släktet Brachystelma och familjen oleanderväxter. Inga underarter finns listade i Catalogue of Life.